# Луговое (Кировский район, Приморский край)
В Спасском районе Приморья тоже есть село Луговое
В Хорольском районе Приморья есть село Луговой.
Лугово́е — село в Кировском районе Приморского края, входит в Кировское городское поселение..
Село Луговое находится между пос. Кировский и селом Шмаковка, расстояние до районного центра около 6 км.

## История
Год рождения села 1955 (по другим данным — 1954). Луговое было отделением совхоза «Кировский». Выращивались овощи, соя, зерновые, разводился скот, цыплята. После своего расцвета в 1960-х, упадок начался с укрупнением совхозов в 1970-х.

## Население
| 2002 | 2005 | 2010 |
| ---- | ---- | ---- |
| 235  | ↘210 | ↘187 |

## Достопримечательности
Озеро с лотосом Комарова.